# Antsirabe
Antsirabe je třetí nejlidnatější město na Madagaskaru, má 244 900 obyvatel (2014). Leží ve výšce 1500 metrů nad mořem a je známé pivovarem STAR, kde se vaří pivo THB (Three Horses Beer). Nachází se v něm také původní vlakové nádraží z 90. let. Město bylo založeno v roce 1872 norskými misionáři a jeho název znamená v malgaštině „tam, kde je hodně soli“. Je hlavním městem regionu Vakinankaratra, většinu obyvatel tvoří Merinové. Je také sídlem římskokatolické diecéze, hlavním chrámem je Cathédrale Notre-Dame-de-la-Salette. Díky termálním pramenům a mírnému podnebí je Antsirabe využíváno k ozdravným pobytům a má přezdívku „malgašské Vichy“. Oblíbeným turistickým cílem je nedaleké jezero Tritriva. Dopravu ve městě zajišťují převážně typické rikši pousse-pousse.

## Partnerská města
- Stavanger (Norsko)
- Montluçon (Francie)
- Levallois-Perret (Francie)
- Vacoas-Phoenix (Mauricius)